# سیارک ۲۱۳۹۱
سیارک ۲۱۳۹۱ (به انگلیسی: 21391 Rotanner، نامگذاری:1998FY31) بیست و یک هزار و سیصد و نود و یکمین سیارک کشف شده‌است که در ۲۰ مارس ۱۹۹۸ کشف شد.
قدر مطلق سیارک برابر ۹.۳ است.